# Achton Friis Øer
Achton Friis Øer är en ögrupp med två obebodda öar, en huvudö och en mindre ö i norr separerade av ett smalt sund, i Grönlandshavet.
Den ligger i Jøkelbugten i nordöstra Grönland öster om Zachariae Isstrøm, söder om Kap Drygalski utanför Lambert Lands sydöstra kust och norr om Schnauder Ø, sydväst om Norske Øer och nordväst om Franske Øer.
Ögruppen namngavs av Danmarksexpeditionen 1906–1908 efter Achton Friis, en av dess medlemmar.